# Wapen van Krabbendijke

Wapen van Krabbendijke

Het wapen van Krabbendijke werd op 31 juli 1817 bevestigd door de Hoge Raad van Adel aan de Zeeuwse gemeente Krabbendijke. Per 1970 ging Krabbendijke op in de gemeente Reimerswaal. Het wapen van Krabbendijke is daardoor definitief komen te vervallen als gemeentewapen. Op 17 december 2002 heeft de gemeenteraad van Reimerswaal besloten de oude gemeentewapens, waaronder dat van Krabbendijke, in ere te herstellen als dorpswapens.

## Blazoenering
De blazoenering van het wapen luidde als volgt:
In sabel 2 golvende dwarsbalken van zilver, vergezeld van 3 St.Jacobsschelpen van goud, geplaatst 2 in het schildhoofd en 1 in de schildvoet. 
De heraldische kleuren zijn sabel (zwart), zilver (wit) en goud (goud of geel). Volgens de site Nederlandse Gemeentewapens voerde de gemeente officieus een vijfbladerige kroon, echter het wapen wordt in het register van de Hoge Raad van Adel zonder een kroon afgebeeld. Ook wordt er geen beschrijving gegeven in het register zelf.

## Verklaring
Bij de site Nederlandse Gemeentewapens is de herkomst en verklaring van het wapen niet bekend. Wel werd het wapen in de Nieuwe Cronyk van Zeeland genoemd.